# Ehalkivi

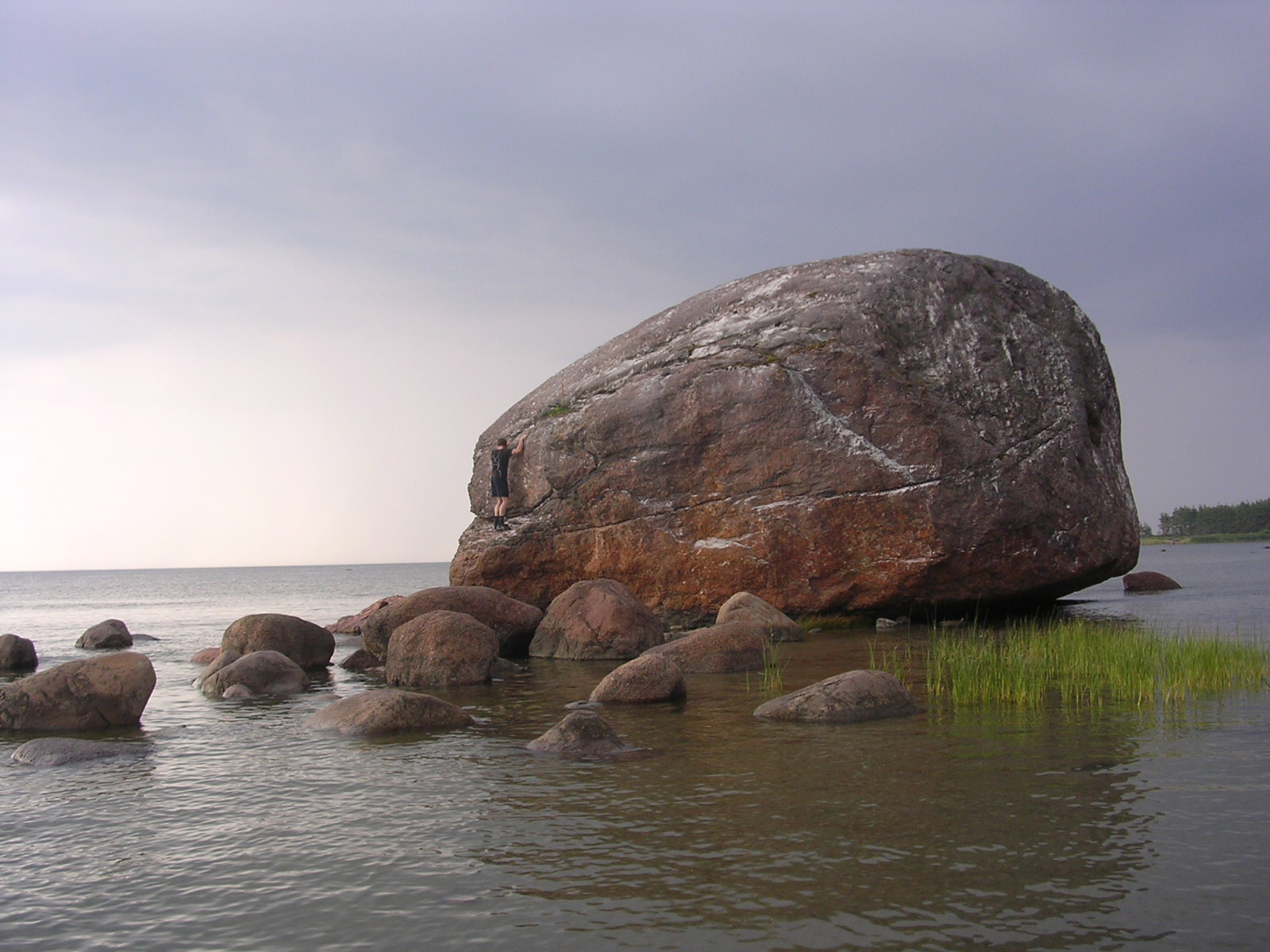
Ehalkivi

Ehalkivi är det största flyttblocket i Estland och det största flyttblocket daterat från istiden på den europeiska kontinenten. 
Flyttblocket är beläget i vattenbrynet på Estlands nordkust mot Finska viken. Den ligger mellan uddarna Uluneem och Letipea neem i Viru-Nigula kommun i landskapet Lääne-Virumaa. 
Blocket består av pegmatit. Med sin höjd på 7,6 meter, omkrets 49,6 meter och en volym på 930 m³ var det i århundraden ett landmärke för havet.